# 1935 w literaturze
Wydarzenia literackie w 1935 roku.

## Wydarzenia
- polskie
  - w Warszawie ukazał się pierwszy numer tygodnika „Prosto z mostu”
  - w Krakowie ukazał się pierwszy numer miesięcznika „Nasz Wyraz”
- zagraniczne
  - w Londynie założono wydawnictwo Penguin Books

## Nowe książki
- polskie
  - Helena Boguszewska, Jerzy Kornacki – Jadą wozy z cegłą
  - Pola Gojawiczyńska – Dziewczęta z Nowolipek (Wydawnictwo "Rój")[1]
  - Kazimierz Gołba – Rekruci
  - Zofia Kossak-Szczucka – Krzyżowcy
  - Józef Łobodowski – Rozmowa z ojczyzną
  - Zofia Nałkowska – Granica
  - Jan Wiktor – Orka na ugorze
  - Emil Zegadłowicz – Zmory

- zagraniczne
  - Agatha Christie
    - Dlaczego nie Evans (Why didn't they ask Evans)
    - Śmierć w chmurach (Death in the Clouds)

  - Heinrich Mann – Młodość króla Henryka IV (Die Jugend des Königs Henri Quatre)
  - George Orwell – Córka proboszcza (A Clergyman’s Daughter)

## Nowe dramaty
- zagraniczne
  - Thomas Stearns Eliot – Morderstwo w katedrze (Murder in the Cathedral)
  - Jean Giraudoux – Wojny trojańskiej nie będzie (La guerre de Troie n'aura pas lieu)

## Nowe poezje
- polskie
  - Mieczysław Jastrun – Dzieje nieostygłe
  - Józef Łobodowski
    - Powrót Alaina Gerbaulta (poemat)
    - Rozmowa z ojczyzną

  - Aleksander Rymkiewicz – Tropiciel

- wydane w Polsce wybory utworów poetów obcych
  - U przyjaciół – poezje Michaiła Lermontowa, Aleksandra Błoka, Siergieja Jesienina i Władimira Majakowskiego, przeł. Józef Łobodowski

- zagraniczne
  - John Gould Fletcher – XXVI elegii (XXIV Elegies)
  - František Halas – Stare kobiety (Staré ženy, poemat)
  - Federico García Lorca – Lament na śmierć Ignacia Sancheza Mejiasa (Llanto por Ignacio Sànczez Mejías)
  - William Butler Yeats – Pełnia księżyca w marcu (A Full Moon in March)

## Nowe prace naukowe
- zagraniczne
  - Nicolai Hartmann – O podstawach ontologii (Zur Grundlegung der Ontologie)
  - Karl Mannheim – Człowiek i społeczeństwo w dobie przebudowy (Mensch und Gesellschaft im Zeitalter des Umbaus)
  - Gabriel Marcel – Być i mieć (Être et avoir )

## Urodzili się
- 2 stycznia – David McKee, brytyjski pisarz i ilustrator (zm. 2022)
- 8 stycznia – Robert Littell, amerykański pisarz powieści kryminalnych i sensacyjnych
- 15 stycznia – Robert Silverberg, amerykański pisarz i redaktor science fiction i fantasy
- 16 stycznia – Inger Christensen, duńska pisarka, poetka i eseistka (zm. 2009)
- 26 stycznia – Fulvio Tomizza(inne języki), włoski pisarz (zm. 1999)
- 27 stycznia – Donald Michael Thomas, angielski powieściopisarz, poeta, tłumacz (zm. 2023)
- 28 stycznia – David Lodge, brytyjski prozaik (zm. 2025)
- 30 stycznia – Richard Brautigan, amerykański pisarz i poeta (zm. 1984)
- 31 stycznia – Kenzaburō Ōe, japoński prozaik i eseista, laureat Nagrody Nobla (zm. 2023)
- 2 lutego – Wolfgang W.E. Samuel, amerykański pisarz, publicysta i wojskowy
- 3 lutego – Georgi Miszew, bułgarski pisarz, scenarzysta i redaktor
- 8 lutego
  - Romuald Karaś, polski literat
  - Bernice Morgan, kanadyjska pisarka
- 14 lutego
  - Jan Pacławski, polski historyk literatury
  - Grigore Vieru, mołdawski poeta (zm. 2009)
- 21 lutego – Adam Sygor, polski prozaik
- 22 lutego – Danilo Kiš, serbski pisarz (zm. 1989)
- 24 lutego – Ryhor Baradulin, białoruski poeta, eseista, tłumacz (zm. 2014)
- 1 marca – Ernest Bryll, polski poeta, pisarz, dziennikarz, tłumacz (zm. 2024)
- 4 marca
  - Edward Dębicki, polski poeta
  - Stanisław Moskal, polski pisarz i naukowiec (zm. 2019)
- 14 marca – Per Jersild, szwedzki lekarz i pisarz
- 17 marca
  - Luis Goytisolo, hiszpański pisarz i publicysta
  - Zbigniew Ryndak, polski dziennikarz i prozaik (zm. 2021)
  - Hans Wollschläger, niemiecki pisarz, tłumacz, historyk, wydawca (zm. 2007)
- 24 marca – Peter Bichsel, szwajcarski pisarz (zm. 2025)
- 25 marca – Halina Kralowa, polska tłumaczka literatury włoskiej
- 27 marca – Bonifacy Miązek, polski poeta, krytyk literacki i historyk literatury (zm. 2018)
- 1 kwietnia
  - Fernando del Paso, meksykański pisarz, eseista i poeta (zm. 2018)
  - Josef Topol, czeski dramatopisarz, prozaik i tłumacz (zm. 2015)
- 2 kwietnia – Marek Nowakowski, polski prozaik (zm. 2014)
- 3 kwietnia – Märta Tikkanen, fińsko-szwedzka pisarka
- 14 kwietnia
  - Erich von Däniken, szwajcarski publicysta
  - Jack McDevitt, amerykański pisarz science fiction
- 17 kwietnia – Ján Čomaj, słowacki pisarz (zm. 2020)
- 22 kwietnia – Belo Kapolka, słowacki pisarz i taternik (zm. 1994)
- 23 kwietnia – Tom Doherty, amerykański wydawca fantastyki
- 25 kwietnia
  - Jurij Entin, radziecki pisarz, poeta, dramaturg
  - Li Ao, tajwański pisarz i polityk (zm. 2018)
- 27 kwietnia – Magda Leja, polska pisarka (zm. 2006)
- 29 kwietnia – Ljubomir Lewczew(inne języki), bułgarski poeta (zm. 2019)
- 1 maja – Jacek Pankiewicz, polski prozaik
- 2 maja – André Dahan, francuski rysownik i ilustrator
- 4 maja – José Luandino Vieira, angolski pisarz
- 9 maja
  - Roger Hargreaves, brytyjski pisarz i ilustrator książek dla dzieci (zm. 1988)
  - Halina Poświatowska, polska poetka (zm. 1967)
- 20 maja – Hanna Krall, polska pisarka
- 29 maja – André Brink, południowoafrykański powieściopisarz, tłumacz, dramaturg i eseista (zm. 2015)
- 2 czerwca – Carol Shields, amerykańska powieściopisarka i poetka (zm. 2003)
- 8 czerwca – Carolyn Meyer, amerykańska pisarka
- 10 czerwca – Ruchl Fiszman, izraelska poetka tworząca w jidysz (zm. 1984)
- 21 czerwca – Françoise Sagan, francuska pisarka (zm. 2004)
- 24 czerwca – Pete Hamill, amerykański eseista i nowelista (zm. 2020)
- 28 czerwca – Stratis Hawiaras, grecki pisarz, poeta i tłumacz (zm. 2020)
- 13 lipca
  - Jarosław Marek Rymkiewicz, polski poeta, eseista, dramaturg i krytyk literacki (zm. 2022)
  - Monique Wittig, francuska pisarka, feministka (zm. 2003)
- 15 lipca – Muhammad Szukri, marokański pisarz pochodzenia berberyjskiego (zm. 2003)
- 17 lipca – Elżbieta Zechenter-Spławińska, polska poetka, tłumaczka, prozaiczka
- 9 sierpnia – Joachim Glensk, polski literaturoznawca (zm. 2023)
- 19 sierpnia – Dumitru Radu Popescu, rumuński powieściopisarz, poeta, dramaturg, eseista (zm. 2023)
- 21 sierpnia – Mart Crowley, amerykański dramatopisarz (zm. 2020)
- 22 sierpnia – Annie Proulx, amerykańska pisarka i dziennikarka
- 31 sierpnia
  - Andrzej Dobosz, polski krytyk literacki
  - Maks Velo, albański poeta (zm. 2020)
- 4 września – Frid Ingulstad, norweska powieściopisarka
- 8 września – William Vance, belgijski rysownik komiksowy (zm. 2018)
- 10 września – Mary Oliver, amerykańska poetka i eseistka (zm. 2019)
- 11 września – Bjørg Vik, norweska pisarka, dramatopisarka i feministka (zm. 2018)
- 14 września – Fujio Akatsuka, pierwszy twórca mang komiksowych (zm. 2008)
- 16 września
  - Ireneusz Krzysztof Szmidt, polski poeta (zm. 2021)
  - Esther Vilar, niemiecka pisarka i dramaturg
- 17 września – Ken Kesey, amerykański pisarz (zm. 2001)
- 22 września – Hans Sleutelaar, holenderski poeta (zm. 2020)
- 25 września
  - João Carlos Marinho(inne języki), brazylijski pisarz (zm. 2019)
  - Maj Sjöwall, szwedzka pisarka kryminałów (zm. 2020)
- 27 września – Andrzej Brycht, polski pisarz (zm. 1998)
- 28 września – Simon Leys, belgijski pisarz, krytyk literacki i sinolog (zm. 2014)
- 1 października – Nikos Chadzinikolau, polski pisarz greckiego pochodzenia (zm. 2009)
- 2 października – Paul Goma, rumuński pisarz (zm. 2020)
- 7 października – Thomas Keneally, australijski pisarz
- 22 października – Carl Muller(inne języki), lankijski poeta i pisarz (zm. 2019)
- 25 października – Wilhelm Dichter, polski pisarz
- 30 października – Agota Kristof, węgierska pisarka tworząca w języku francuskim (zm. 2011)
- 1 listopada – Edward Said, amerykański teoretyk literacki (zm. 2003)
- 5 listopada – Piotr Wierzbicki, polski dziennikarz, pisarz, publicysta
- 6 listopada – Bea Vianen(inne języki), surinamska pisarka (zm. 2019)
- 7 listopada – W.S. Rendra, indonezyjski dramaturg i poeta (zm. 2009)
- 25 listopada – Mile Nedelkoski, macedoński poeta, pisarz i dramaturg (zm. 2020)
- 30 listopada
  - Paul Gratzik, niemiecki pisarz (zm. 2018)
  - Hélder Macedo, portugalski pisarz i poeta
- 1 grudnia – George Bowering, kanadyjski pisarz anglojęzyczny
- 3 grudnia – Barbara Houwalt-Kostecka, polska poetka i malarka
- 5 grudnia – Faslli Haliti, albański poeta, tłumacz i malarz (zm. 2020)
- 10 grudnia – Shūji Terayama, japoński poeta awangardowy, dramaturg, reżyser (zm. 1983)
- 13 grudnia – Ryszard Adamów, polski prozaik (zm. 2010)
- 14 grudnia – Arvo Valton, estoński pisarz, poeta, scenarzysta i krytyk literacki (zm. 2024)
- 15 grudnia – Renata Jabłońska, polsko-izraelska poetka, prozaiczka i tłumaczka
- 19 grudnia
  - Mariluz Escribano(inne języki), hiszpańska poetka (zm. 2019)
  - Ewa Przybylska, polska pisarka
- 26 grudnia – Kazimierz Orłoś, polski prozaik i scenarzysta
- 29 grudnia – Jewgienij Rejn, rosyjski poeta
- Wojciech Albiński, polski pisarz (zm. 2015)
- Guy Bellamy(inne języki), angielski pisarz (zm. 2015)
- Moris Farhi, turecki pisarz (zm. 2019)
- Rita Gombrowicz, polska badaczka literatury
- Lolo Rico(inne języki), hiszpańska pisarka (zm. 2019)

## Zmarli
- 6 kwietnia – Edwin Arlington Robinson, amerykański poeta (ur. 1869)
- 11 kwietnia – Anna Katharine Rohlfs, amerykańska poetka i pisarka (ur. 1846)
- 16 kwietnia – Panait Istrati, pisarz rumuński (ur. 1884)
- 18 maja – Michael Berkowitz, żydowski pedagog i pisarz (ur. 1865)
- 18 czerwca – René Crevel, francuski pisarz i poeta surrealizmu (ur. 1900)
- 21 czerwca – Laura Pytlińska, polska pisarka i aktorka (ur. 1870 lub 1872)
- 17 lipca – George William Russell, irlandzki poeta i mistyk (ur. 1867)
- 15 sierpnia – Stanisława Przybyszewska, polska dramatopisarka i powieściopisarka (ur. 1901)
- 17 sierpnia – Charlotte Perkins Gilman, amerykańska pisarka, sufrażystka (ur. 1860)
- 30 sierpnia – Henri Barbusse, francuski pisarz, dziennikarz i komunista (ur. 1873)
- 3 września – Franciszek Henryk Nowicki, polski poeta (ur. 1864)
- 18 września – Alice Dunbar Nelson, amerykańska poetka i publicystka (ur. 1875)
- 24 października – Aniempodist Sofronow, jakucki poeta, dramaturg, pisarz (ur. 1886)
- 25 listopada – Piotr Choynowski, polski prozaik i tłumacz (ur. 1885)
- 30 listopada – Fernando Pessoa, portugalski poeta (ur. 1888)
- 14 grudnia – Stanley G. Weinbaum, amerykański pisarz science-fiction (ur. 1902)
- 17 grudnia – Lizette Woodworth Reese, amerykańska poetka (ur. 1856)
- 21 grudnia – Kurt Tucholsky, niemiecki pisarz i dziennikarz (ur. 1890)

## Nagrody
- Nagroda Nobla – nagrody nie przyznano
- Nagroda Młodych Polskiej Akademii Literatury – Jalu Kurek za powieść Grypa szaleje w Naprawie